# Пол Робъртс
Пол Робъртс (на английски: Paul Roberts) е американски журналист и писател на документални книги по световните проблеми на човечеството.

## Биография и творчество
Пол Едуард Робъртс е роден на 2 август 1961 г. в САЩ.
Работи като журналист от 1983 г. като кореспондент в „IDG News Service“. Бил е редовен сътрудник на списание „Харпър“ и пише предимно за „сложното взаимодействие на икономиката, технологиите и естествения свят“. Писал е за „Лос Анджелис Таймс“, „Вашингтон Поуст“, и „Гардиан“. Има статии „Ю Ес Ей Тъдей“, „The New Republic“, „Newsweek“, „The Christian Science Monitor“, „Ролинг Стоун“, „Seed“, и „Outside magazine“.
През 2004 г. излиза неговата първа книга „Краят на петрола“. На базата на богатия си журналистически опит и многобройни проучвания Пол Робъртс отправя предупреждение, прогноза и прозрение за бъдещето на световната енергетика. В нея той разказва за края на въглищата, а след това и за края на петрола, и за бъдещето на водородните горивни клетки. В нея са представени малко познати факти и лица, които играят основна роля зад кулисите на енергетиката. Книгата е посрещната с възторжени отзиви от американските медии и природозащитниците.
През 2008 г. е издадена втората му книга „Краят на храната“. В нея той анализира икономиката на съвременната хранителна индустрия. С исторически факти той разкрива, че системата, на която е поверено задоволяването на основната човешка нужда, лека-полека се разпада, а определени сили подкопават способността на човечеството да произвежда качествена, питателна и безопасна за здравето храна. В нея той дава и някои решения, които могат да се използват за подобряване на възвръщаемостта на ресурсите и преодоляване на хранителна криза, която все повече заплашва нашата планета.
Пол Робъртс изнася често лекции по отношение на енергетиката и ресурсите. Правил официални изказвания на много международни форуми, като Световния икономически форум в Давос, в Агенцията за защита на околната среда, и др.
Пол Робъртс живее в Сиатъл, щат Вашингтон.

## Произведения

### Документалистика
- Краят на петрола, The End of Oil (2004)
- Краят на храната, The End of Food (2008)
- Обществото на импулса: Америка в епохата на незабавно удовлетворение, The Impulse Society: America in the Age of Instant Gratification (2014)